# 托多爾·内德萊夫
托多爾·内德萊夫（1993年2月7日—）是一位保加利亞足球運動員。在場上的位置是邊鋒和攻擊型中場。他現在效力於保加利亞足球甲級聯賽球隊保迪夫。